# Giochi e applicazioni su Windows Live Messenger
Su Windows Live Messenger sono disponibili diversi tipi di giochi ed applicazioni. Essi possono essere aperti nella finestra di conversazione, e sfidare il proprio amico.

## Giochi
- Tic-Tac-Toe Classic
- Solitaire Showdown
- Checkers
- Bejeweled
- Minesweeper Flags
- Jewel Quest
- Mahjong Quest
- Quarto
- Backgammon
- 7 Hand Poker
- Mah Jong Tiles
- Polar Express Bejeweled
- Cubis
- Hexic
- Mozaki Blocks
- Sudoku Too
- Uno
- BrainBattle
- Jigsaw Too Photo Edition

## Applicazioni
- Condivisione Applicazioni
- Web Browser Incluso
- Assistenza Remota
- Lavagna